# Stará Červená Voda

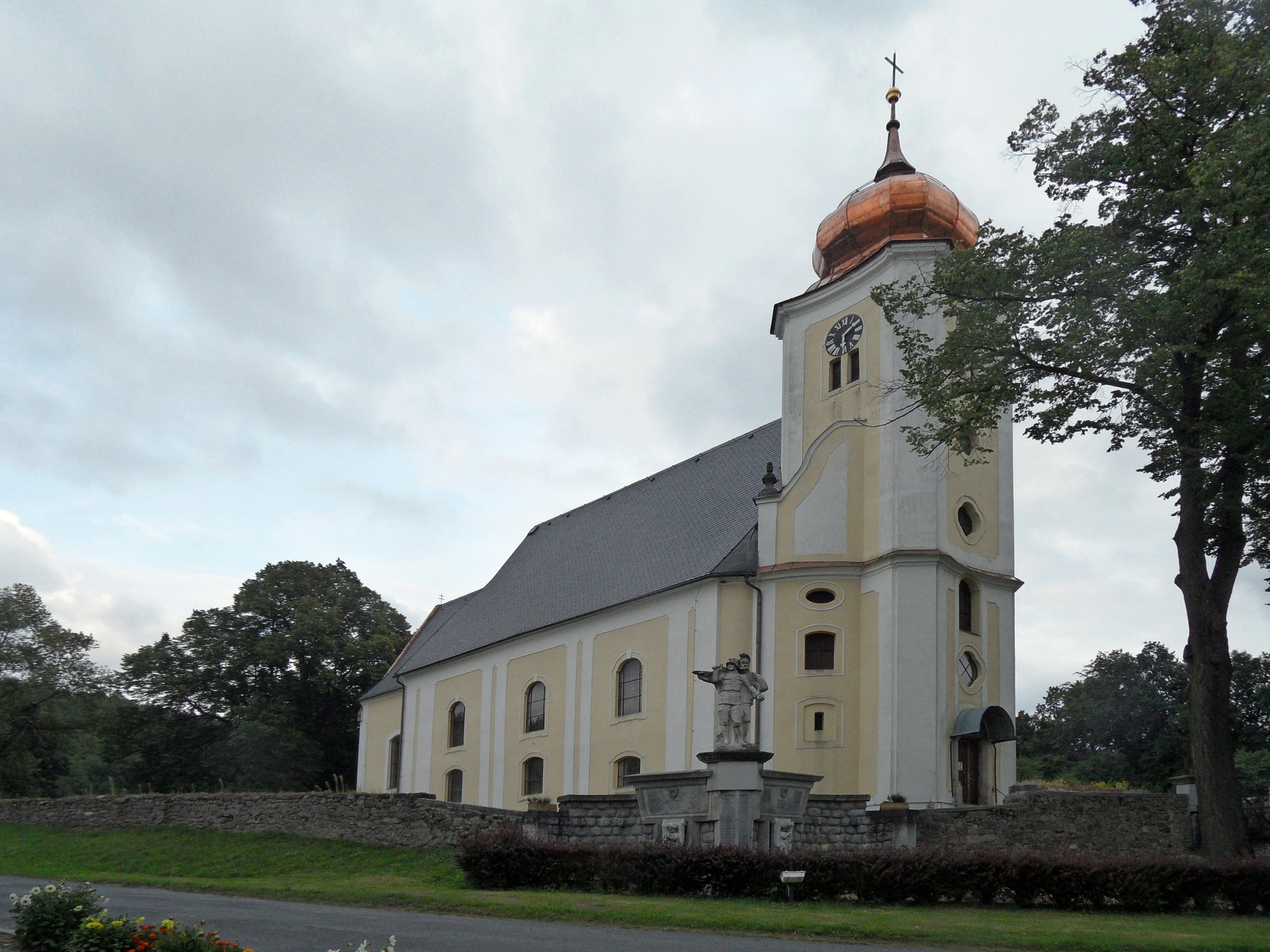
Kirche Corpus Christi

Stará Červená Voda (deutsch Alt Rothwasser) ist eine Gemeinde im Okres Jeseník im Olomoucký kraj in Tschechien. Er liegt im Tal des Červený potok, 13 Kilometer nördlich von Jeseník.

## Geschichte
Das spätere Alt Rothwasser wurde 1284 als „Roitwasser“ erstmals urkundlich erwähnt. Für das Jahr 1310 ist die lateinische Bezeichnung „Ruffa aqua“ belegt. Der Name wurde von der Farbe des durch den Ort fließenden Baches abgeleitet. Es gehörte zur  Vogtei Weidenau und mit dieser zum Neisser Bistumsland, in dem ab 1290 die Breslauer Bischöfe neben der geistlichen auch die weltliche Macht ausübten. Wie das Fürstentum Neisse gelangte Rothwasser 1342 unter Bischof Preczlaw von Pogarell als ein Lehen an die Krone Böhmen, die ab 1526 die Habsburger innehatten.
Im 15. Jahrhundert wurde in der Gegend Silber gefördert und das Dorf war damals der bischöflichen Burg Kaltenštejn untertan. Nach deren Niedergang gehörte es zum Bezirk Ottmachau und später zum Bezirk Friedeberg. Nach der Gründung von Neu Rothwasser bürgerte sich im 16. Jahrhundert für Rothwasser die Ortsbezeichnung Alt Rothwasser ein. Das Dorf wechselte oft die Besitzer und wurde nach und nach in mehrere Teile aufgespaltet. Besitzer des Vorwerks war um 1579 Hans Sitsch, der vermutlich ein Verwandter des Bischofs Johann VI. von Sitsch war. Im letzten Viertel des 16. Jahrhunderts war der Neisser Landeshauptmann Christoph von Maltitz, der sich von Hertwigswalde und Rothwasser nannte, Besitzer von Rothwasser († 1611). Während des Dreißigjährigen Krieges wurde der Ort verwüstet und verlassen, bald aber wieder besiedelt.
Nach dem Ersten Schlesischen Krieg, in dem 1742 fast ganz Schlesien an Preußen fiel, musste auch das Fürstentum Neisse geteilt werden. Rothwasser verblieb mit dem Süden des Bistumslandes bei Böhmen. Während des Dritten Schlesischen Krieges 1759 wurden in Rothwasser etwa vierzigtausend österreichische Soldaten untergebracht. 1836 wohnten in Alt Rothwasser 1180 Menschen, es wurde Ton gefördert, Obst angebaut und Landwirtschaft betrieben.
Nach der Aufhebung der Patrimonialherrschaften entstand 1849 die Gemeinde Rothwasser / Červená Voda im Gerichtsbezirk Weidenau. Zur Gemeinde gehörten die Ortsteile Alt-Rothwasser / Stará Červená Voda, Nieder-Rothwasser / Dolní Červená Voda, Neu-Rothwasser / Nová Červená Voda, Johannaburg, Neu Kleinkrosse und Stachlowitz. Ab 1869 gehörte die Gemeinde zum Bezirk Freiwaldau; zugleich erfolgte die Eingemeindung von Weidenau Vogtei. Zum Ende des 19. Jahrhunderts wurde der Gemeindename nach dem größten Ortsteil in Altrothwasser / Stará Červená Voda geändert. 1918 fiel Alt Rothwasser an die Tschechoslowakei und erhielt die amtliche Ortsbezeichnung Stará Červená Voda. Im Jahre 1924 wurden die Ortsteile Neu Kleinkrosse, Stachlowitz und Weidenau Vogtei nach Weidenau umgemeindet. 1930 bestand die Gemeinde aus 2101 Einwohnern, 1939 waren es 2061. Nach dem Münchner Abkommen wurde die Gemeinde dem Deutschen Reich zugeschlagen und gehörte bis 1945 zum Landkreis Freiwaldau. Während des Zweiten Weltkriegs wurden in dem überwiegend von Deutschen besiedelten Ort zwei Gefangenenlager unterhalten. 1945/46 wurden die Deutschen enteignet und vertrieben. 1947 wurden 930 Einwohner gezählt.

## Gemeindegliederung
Die  Gemeinde Stará Červená Voda besteht aus den Ortsteilen Nová Červená Voda (Neu Rothwasser) und Stará Červená Voda (Alt Rothwasser). Grundsiedlungseinheiten sind Dolní Červená Voda (Nieder Rothwasser), Nová Červená Voda und Stará Červená Voda. Zu Stará Červená Voda gehört zudem die Wüstung Johanka (Johannaburg).
Das Gemeindegebiet gliedert sich in die Katastralbezirke Dolní Červená Voda, Nová Červená Voda und Stará Červená Voda.

## Sehenswürdigkeiten
- Kirche Corpus Christi in Stará Červená Voda

## Söhne und Töchter des Ortes
- Franz Kurzer, gilt als erster einheimischer Pionier der Granitindustrie. Er eröffnete 1872 den ersten Steinbruch, den Finkesteinbruch im Sudetenland.[6]
- Konrad Hoheisel (1862–1930), österreichischer Postbeamter
- Richard Horter (1868–1942), deutscher Politiker
- Richard 'Ricco' Langer (1886–1934), deutscher Schauspieler und Sänger
- Milo Barus (1906–1977), Kraftakrobat
- Wolfgang Sperner (1924–2005), Journalist, Schriftsteller